# Spiloctenia eubagidaria
Spiloctenia eubagidaria är en fjärilsart som beskrevs av Felder 1875. Spiloctenia eubagidaria ingår i släktet Spiloctenia och familjen mätare. Inga underarter finns listade i Catalogue of Life.